# Чарлијеви анђели (филм из 2000)
Чарлијеви анђели (енгл. Charlie's Angels) амерички је филм из 2000. године који је заснован на истоименој телевизијској серији коју су направили Иван Гоф и Бен Робертс. За разлику од оригиналне серије, која је имала драматичне елементе, филм је показао више комичних елемената.
Филм је режирао МцГ, адаптиран од сценариста Рајана Роува, Еда Соломона и Џона Аугуста, где су глумиле Камерон Дијаз, Дру Баримор и Луси Лу као три жене које раде у приватној детективској агенцији у Лос Анђелесу. Џон Форсајт поновио је своју улогу као невидљиви Чарлијев глас из оригиналне серије. Мале улоге су имали Том Грин (који се забављао са Бариморовом у току снимања филма) и ЛЛ Кул Ј.
Филм је објављен 3. новембра 2000. године у САД од стране Коламбија пикчерса, који је добио помешане са позитивним критикама од критичара. Наставак, под називом Гас до даске, објављен је у јуну 2003. Рестарт филма је у продукцији, заказан за издање 2019. године.

## Радња
Чарлијеви анђели се усредсређују на три детективке које познају борилачке вештине — начитану Натали, жестоку Дилан и сналажљиву Алекс – интелигентне и мултиталентоване колико и очаравајуће лепе и привлачне.
Оне су лепе, изванредне и увек спремне да раде за Чарлија. У овом високооктанском наставку оригиналне серије из 1970-их, Натали, Дилан и Алекс, заједно са верним поручником Бозлијем, морају да спрече компликовану убилачко-осветничку заверу која би могла да уништи не само појединачну приватност широм света већ и њиховог шефа Чарлија. Ерик Нокс, интелигентни оснивач Нокс технологије, управо је отет из своје канцеларије и Анђели треба да га пронађу. Нокс је дизајнирао безбедносни софтвер са препознавањем боје гласа (између осталих, прецизно опонаша и Чарлијев), научно достигнуће којег њихов супарник Роџер Корвин жели да се дочепа. 

## Улоге
- Камерон Дијаз као Натали Кук
- Дру Баримор као Дилан Сандерс
- Луси Лу као Алекс Мандеј
- Бил Мари као Џон Бозли
- Џон Форсајт као Чарлс „Чарли“ Таунсенд (глас)
- Сем Роквел као Ерик Нокс
- Кели Линч као Вивијен Вуд
- Криспин Гловер као танак човек
- Тим Кари као Роџер Корвин
- Мет Лебланк као Џејсон Гибонс
- Лук Вилсон као Питер Комински
- Том Грин као Чед
- ЛЛ Кул Ј као господин Џоунс
- Алекс Требек као он сам
- Карен Мекдагл као девојка Роџера Корвина
- Мелиса Макарти као Дорис

## Пријем

### Благајна
Чарлијеви анђели су на домаћем тржишту остварили 125,3 милиона долара, а на другим територијама 148,8 милиона долара, док је у свету бруто 264,1 милиона долара, и постао је на 12. месту за највишу зараду у 2000. години. Са буџетом од 93 милиона долара, филм је имао велики успех на благајнама.

#### Северна Америка
Филм је приказан 3. новембра 2000. године на домаћем тржишту и зарадио је 13,7 милиона долара на отварању дана, дебитујући на врху благајне. Током првог викенда, филм је зарадио 40,1 милиона долара који је збацио са трона филм Њени родитељи, који су остали на првој позицији четири недеље. На крају, Чарлијеви анђели су на домаћем тржишту остварили укупан износ од 125.305.545 долара.

### Критички пријем
Чарлијеви анђели су примили позитивне критике критичара, неке акционе сцене, хумор филма и перформансе Дијазове и Мареја били су веома похваљени. На Роттен Томатоес, филм има 68% "свеж" рејтинг на основу 142 рецензије, упркос нижим 45% гледаности публике. У Метакритик-у, који додељује нормализовану оцену од 100 критерија од филмских критичара, има оцену 52, што указује на "мешовиту или просечну оцену".
Током израде Блејд 2, Гиљермо дел Торо је коментарисао да су филмови као што су Чарлијеви анђели помогли у популаризацији жице фу стила борбене кореографије у западним филмовима, они су служили и као "ексер у ковчегу" и подстакли многе филмаџије да желе да се врате на више "тешко ударних" акција. "У тренутку када видите Камерон Дијаз да лети у ваздуху, а ви знате да је неспособна да лети у ваздуху и шутира пет људи ... схватате да је то учињено користећи жице [...] Мислим, Чарлијеви анђели је сјајан филм, али [борбени стил] био је скоро сатиричан."

## Домаћи медији
Чарлијеви анђели су објављен на ВХС-у и DVD-у 27. марта 2001. године.

## Наставци
Наставак назван Чарлијеви анђели 2: Гас до даске објављен 2003. године. Камерон Дијаз, Дру Баримор и Луси Лу су поновили своје улоге, као и Џон Форсајт као глас Чарлија у својој последњој филмској улози. Берни Мек заменио је Била Мареја као Босли, Деми Мур је имала главну улогу, а Џеклин Смит је поновила своју улогу Кели Герет из оригиналне телевизијске серије.